# Совински, Эрик
Эрик Совински (англ. Erik Sowinski; род. 21 декабря 1989, Уокешо, Висконсин, США) — американский легкоатлет, специализирующийся в беге на 800 метров. Бронзовый призёр чемпионата мира в помещении 2016 года. Трёхкратный чемпион США. Действующий рекордсмен мира в эстафете 4×800 метров в помещении.

## Биография
Родился и вырос в Уокешо, штат Висконсин. Перед тем, как прийти в лёгкую атлетику, играл за баскетбольную команду своей школы Waukesha West High School. Заниматься бегом начал в старших классах школы, основной специализацией Эрика стала дистанция 800 метров.
В 2008 году получил спортивную стипендию в Университете Айовы, где стал тренироваться под руководством Джоуи Вуди. Параллельно с получением образования в сфере интегративной физиологии, тренировался и выступал на соревнованиях. На студенческом чемпионате США 2012 года финишировал на втором месте в беге на 800 метров с рекордом университета 1.45,90.
После окончания учёбы остался тренироваться в Айова-Сити. Первого крупного успеха добился зимой 2013 года, когда на турнире Millrose Games установил рекорд США в помещении на дистанции 600 метров — 1.15,61, оставив позади действующего рекордсмена Дуэйна Соломона. В завершение зимнего сезона Совински впервые в карьере выиграл чемпионат страны в беге на 800 метров с результатом 1.47,09. Эти достижения позволили Эрику в мае 2013 года заключить профессиональный контракт с компанией Nike.
Зимой 2014 года на соревнованиях в Бостоне бежал на последнем этапе в эстафете 4×800 метров за сборную США. Команда в составе Ричарда Джонса, Дэвида Торренса, Дуэйна Соломона и Эрика Совински показала результат 7.13,11 и улучшила прежний мировой рекорд на 0,83 секунды. Две недели спустя Эрик второй раз подряд стал чемпионом США в помещении на 800 метров и впервые добился права выступить за сборную страны на международной арене. Дебют состоялся на зимнем чемпионате мира, где он выбыл в первом круге соревнований.
В 2015 году стал соавтором национального рекорда в шведской дистанционной эстафете 1200+400+800+1600 метров (бежал на третьем этапе) — 9.19,93. В летнем сезоне выиграл золотую медаль на эстафетном чемпионате мира (эстафета 4×800 метров). Отобрался на чемпионат мира в Пекине, где занял 13-е место по итогам полуфиналов и не пробился в решающий забег.
Выиграл бронзовую медаль чемпионата мира в помещении 2016 года, уступив только соотечественнику Борису Бериану и Антуану Гакеме из Бурунди.
На отборочных олимпийских соревнованиях 2016 года занял пятое место в финале и не попал в команду на Игры в Рио-де-Жанейро.
В 2017 году во второй раз подряд стал победителем чемпионата мира по эстафетам в составе сборной США.

## Основные результаты
| Год  | Турнир                      | Место проведения          | Дисциплина       | Место       | Результат |
| ---- | --------------------------- | ------------------------- | ---------------- | ----------- | --------- |
| 2014 | Чемпионат мира в помещении  | Сопот, Польша             | 800 м            | 13-е (заб.) | 1.48,04   |
| 2015 | Чемпионат мира по эстафетам | Нассау, Багамские Острова | эстафета 4×800 м | 1-е         | 7.04,84   |
| 2015 | Чемпионат мира              | Пекин, Китай              | 800 м            | 13-е (1/2)  | 1.47,16   |
| 2016 | Чемпионат мира в помещении  | Портленд, США             | 800 м            | 3-е         | 1.47,22   |
| 2017 | Чемпионат мира по эстафетам | Нассау, Багамские Острова | эстафета 4×800 м | 1-е         | 7.13,16   |